# Antiga Igreja Ortodoxa Russa
A Antiga Igreja Ortodoxa Russa (em russo:  Русская Древлеправославная Церковь) é uma Igreja Ortodoxa da tradição dos Velhos Crentes, nascida de um cisma dentro da Igreja Ortodoxa Russa (raskol) durante o século XVII. Esta jurisdição incorporou os grupos de Velhos Crentes que se recusaram a aceitar a autoridade da Hierarquia Belokrinitskaia, fundada em 1846. Também era conhecida como Hierarquia Novozibkov (pelo nome da cidade onde seu hierarca-chefe residia em 1963–2000).
De 1963 até 2002, o título oficial de seu hierarca-chefe era Arcebispo de Novozibkov, de Moscou e de Toda a Rússia. Em 2000, com a mudança da residência do arcebispo para Moscou, o topônimo Novozibkov foi retirado do título. Desde março de 2003, o título oficial do líder da Igreja é Patriarca de Moscou e de Toda a Rússia. O atual chefe da Igreja é o patriarca Alexandre Kalinin (desde 9 de maio de 2000, patriarca desde 3 de março de 2003).